# Lago Calafquén
Lago Calafquén ist ein großer See im Süden Chiles.
Er liegt im Norden der Region XIV (Región de Los Ríos) und grenzt an die Region IX (Región de la Araucanía). Der See liegt zwischen den Städten Licán Ray und Panguipulli.
Der Lago Calafquén besitzt eine Fläche von rund 120 km² (bei 25 km Länge und 7,7 km Breite) und eine maximale Tiefe von 212 m. Der See ist ein alter Gletschersee aus der Eiszeit. Er liegt auf ca. 200 m über dem Meeresspiegel. Im See liegen 7 kleinere Inseln. Nördlich des Sees liegt der bekannte aktive Vulkan Villarrica mit 2840 m Höhe.
Die Stadt Licán Ray liegt direkt am Nordufer des Sees und ist das Zentrum des Tourismus. Der See ist ein tiefblauer glasklarer See. Es gibt viele Buchten und Strände. Im Sommer liegen die Wassertemperaturen zwischen 9 und 22 °C. Die See ist sehr fischreich, man fängt dort z. B. Forellen und Lachse.

## Geschichte
Licán Ray wurde ab 1965 vom Dorf zum Touristenort ausgebaut. 1986 wurden die Arbeiten dafür weitgehend abgeschlossen. 1990 entstand ein gepflasterter 30 km langer Weg zur nördlichen Stadt Villarrica.
Das Gebiet wurde immer wieder von Ausbrüchen des Vulkans Villarrica heimgesucht. Der erste aufgezeichnete Ausbruch war im Jahre 1558. 1575 wurde die Stadt Villarrica von einem schweren Erdbeben zerstört, wobei 350 Einwohner starben. Weitere große Ausbrüche folgten 1640 und 1948. 1971 kam es zu einer Schlammlawine, die durch geschmolzenes Eis und heißer Lava erzeugt wurde. Die Schlammlawine zerstörte eine Reihe Häuser, landwirtschaftliche Flächen und Brücken.

## Wirtschaft
Der Tourismus, Fischfang und die Forstwirtschaft spielt eine wichtige Rolle in Gegend. Der See ist ideal für den Segelsport und für Angler geeignet.